# Vlčkovce
Vlčkovce (bis 1948 slowakisch „Farkašín“; deutsch Farkaschin oder Wolfsbruck, ungarisch Farkashida) ist eine Gemeinde im Westen der Slowakei mit 1347 Einwohnern (Stand 31. Dezember 2024). Sie gehört zum Okres Trnava, einem Unterteil des Trnavský kraj.

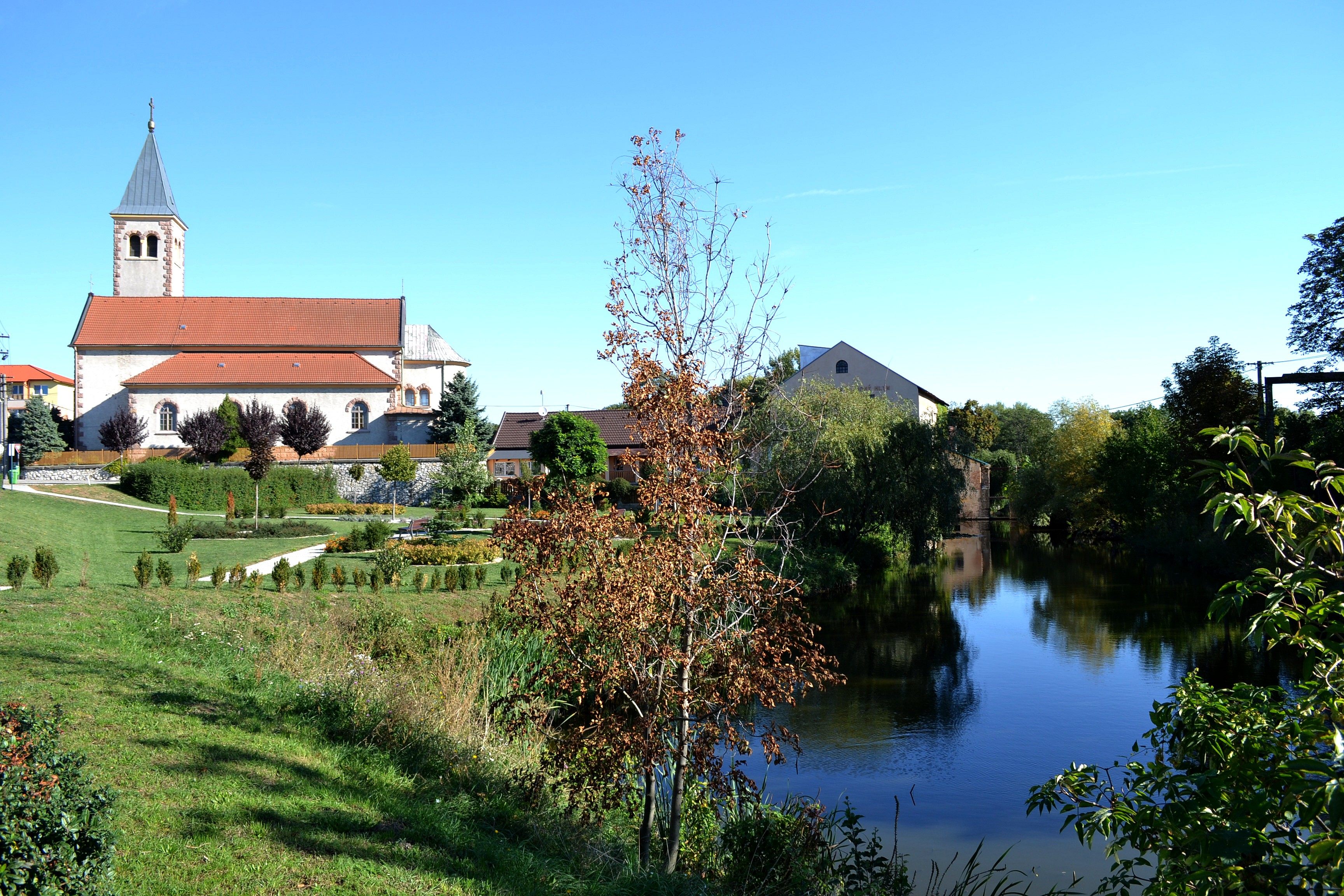
Kirche

## Geographie
Die Gemeinde befindet sich im Donauhügelland (Teil des slowakischen Donautieflands) am Dudváh. Das Ortszentrum liegt auf einer Höhe von 132 m n.m. und ist acht Kilometer von Sereď sowie neun Kilometer von Trnava gelegen.

## Geschichte
Vlčkovce wurde zum ersten Mal 1336 schriftlich erwähnt und lag an der „Böhmischen Straße“, die hier den Fluss Dudváh überquerte, somit war es eine Rast- und später Mautstelle. Der Ort gehörte zum Herrschaftsgut von Schintau, nach 1817 von Lanschütz. Im 16. Jahrhundert kamen die Habaner in Farkaschin. 1828 hatte der Ort 552 Einwohner. 1925–1971 gab es eine Zuckerfabrik im Ort. 1948 wurde der Ortsname aus nationalpolitischen Gründen in die slawisierte Form (vlk (slowakisch) = farkas (ungarisch) = „Wolf“) geändert.
1975–1990 war Vlčkovce zusammen mit Nachbarorten Križovany nad Dudváhom und Opoj ein Teil der Gemeinde Dudváh.

## Bevölkerung
| Jahr                | 1994 | 2004    | 2014     | 2024    |
| ------------------- | ---- | ------- | -------- | ------- |
| Anzahl der Personen | 1133 | 1151    | 1318     | 1347    |
| Unterschied         |      | +1,58 % | +14,50 % | +2,20 % |

| Jahr                | 2023 | 2024    |
| ------------------- | ---- | ------- |
| Anzahl der Personen | 1367 | 1347    |
| Unterschied         |      | −1,46 % |

Ergebnisse der Volkszählung 2001 (1149 Einwohner):
| Nach Ethnie: - 99,13 % Slowaken - 0,26 % Tschechen - 0,17 % Magyaren - 0,09 % Polen | Nach Konfession: - 89,90 % römisch-katholisch - 7,48 % konfessionslos - 0,96 % evangelisch - 0,96 % keine Angabe |

## Persönlichkeiten
- Jozef Štibrányi (* 1940), Fußballspieler

## Sehenswürdigkeiten
- römisch-katholische Kirche St. Theresia von 1934
- Gebäuden der Zuckerfabrik und der habanischen Mühle